# 4Minute
4Minute (hangul: 포미닛) var en sydkoreansk tjejgrupp bildad 2009 av Cube Entertainment som var aktiv till 2016. Gruppen bestod av de fem medlemmarna Jihyun, Gayoon, Jiyoon, Hyuna och Sohyun. Gruppen hade även en undergrupp med namnet 2YOON bestående av medlemmarna Gayoon och Jiyoon.
4Minute var den första tjejgruppen från Sydkorea som genomförde en soloturné i Europa, med konserter i Barcelona och Stockholm.

## Medlemmar
| Födelsenamn  | Födelsenamn | Födelsedatum    |
| Romanisering | Hangul      | Födelsedatum    |
| ------------ | ----------- | --------------- |
| Nam Ji-hyun  | 남지현      | 9 januari 1990  |
| Gayoon       | 허가윤      | 18 maj 1990     |
| Jeon Ji-yoon | 전지윤      | 15 oktober 1990 |
| Kim Hyun-ah  | 김현아      | 6 juni 1992     |
| Kwon So-hyun | 권소현      | 30 augusti 1994 |

## Diskografi

### Album
| Albuminformation                                   | Topplacering          | Topplacering   |
| Albuminformation                                   | Sydkorea (Gaon Chart) | Japan (Oricon) |
| Koreanska                                          | Koreanska             | Koreanska      |
| -------------------------------------------------- | --------------------- | -------------- |
| For Muzik (EP-skiva) - Släppt: 28 augusti 2009     | 2                     | —              |
| Hit Your Heart (EP-skiva) - Släppt: 19 maj 2010    | 3                     | 205            |
| 4minutes Left (Studioalbum) - Släppt: 5 april 2011 | 2                     | 145            |
| Volume Up (EP-skiva) - Släppt: 9 april 2012        | 1                     | 114            |
| Name Is 4Minute (EP-skiva) - Släppt: 26 april 2013 | 2                     | 83             |
| 4Minute World (EP-skiva) - Släppt: 17 mars 2014    | 2                     | —              |
| Crazy (EP-skiva) - Släppt: 9 februari 2015         | 2                     | 152            |
| Act. 7 (EP-skiva) - Släppt: 1 februari 2016        | 2                     | 274            |
| Japanska                                           |                       |                |
| Diamond (Studioalbum) - Släppt: 15 december 2010   | 10                    | 27             |

### Singlar
| År        | Titel                      | Topplacering          | Topplacering   |
| År        | Titel                      | Sydkorea (Gaon Chart) | Japan (Oricon) |
| Koreanska | Koreanska                  | Koreanska             | Koreanska      |
| --------- | -------------------------- | --------------------- | -------------- |
| 2009      | "Hot Issue"                | 3                     | —              |
| 2009      | "Muzik"                    | 2                     | —              |
| 2009      | "What a Girl Wants"        | 6                     | —              |
| 2010      | "HuH"                      | 3                     | —              |
| 2010      | "I My Me Mine"             | 9                     | —              |
| 2011      | "Heart to Heart"           | 5                     | —              |
| 2011      | "Mirror Mirror"            | 2                     | —              |
| 2012      | "Volume Up"                | 2                     | —              |
| 2013      | "What's Your Name?"        | 1                     | —              |
| 2013      | "Is It Poppin'?"           | 9                     | —              |
| 2014      | "Whatcha Doin' Today"      | 1                     | —              |
| 2014      | "Thank You :)"             | 97                    | —              |
| 2015      | "Cold Rain"                | 15                    | —              |
| 2015      | "Crazy"                    | 3                     | —              |
| 2016      | "Hate"                     | 13                    | —              |
| 2016      | "Canvas"                   | —                     | —              |
| Japanska  |                            |                       |                |
| 2010      | "Muzik"                    | —                     | 21             |
| 2010      | "I My Me Mine"             | —                     | 26             |
| 2010      | "First"/"Dreams Come True" | —                     | 28             |
| 2011      | "Why"                      | —                     | 17             |
| 2011      | "Heart to Heart"           | —                     | 18             |
| 2011      | "Ready Go"                 | —                     | 23             |
| 2012      | "Love Tension"             | —                     | 26             |